# 榮華雞
榮華雞是中華人民共和國上海市歷史上的一家快餐店，隸屬於上海新亚餐饮集团。1991年12月28日，上海荣华鸡快餐公司成立。1994年底，荣华鸡的門店擴展至北京，并声称「肯德基开到哪儿，我就开到哪儿！」。此時媒體對榮華雞的挑戰稱之為荣华鸡大战肯德基。1995年，榮華雞的旗艦店荣华楼拆毀。1996年，榮華雞的黄陂店關門。1997年，榮華雞的黄浦店關門。2000年8月，位於北京的荣华鸡安定门店關門。